# Lake Mungo
Lake Mungo è un film mockumentary horror del 2008 diretto da Joel Anderson.

## Trama
Durante una gita familiare presso una diga situata nei pressi di Ararat, in Australia, la sedicenne Alice Palmer scompare misteriosamente mentre nuota. Il corpo viene successivamente ritrovato nel lago e identificato dal padre, Russell. Dieci giorni dopo il funerale, la famiglia inizia ad avvertire strani fenomeni all’interno dell’abitazione: rumori inspiegabili e lividi sul corpo del fratello maggiore, Mathew. Quest’ultimo installa delle videocamere nella casa e registra quella che sembra essere un’apparizione della sorella. Anche alcune fotografie scattate nei pressi del lago mostrano una figura somigliante ad Alice.
Convinti che possa esserci stato un errore nell'identificazione del corpo, i genitori chiedono l’esumazione e un test del DNA, che conferma in modo definitivo l’identità della ragazza. La madre, June, si rivolge a un sensitivo, Ray Kemeney, il quale conduce una seduta spiritica, ma senza offrire risposte concrete sui presunti avvistamenti.
Alcuni mesi più tardi, Mathew ammette di aver falsificato parte delle immagini e dei filmati con l’intento di offrire alla madre una forma di chiusura emotiva, poiché si era pentita di non aver visto il corpo della figlia prima del funerale. Tuttavia, una registrazione successiva, ottenuta da una videocamera lasciata accesa durante l’assenza della famiglia, mostra un’immagine che sembra realmente ritrarre Alice. Nella stessa ripresa viene inquadrato anche un vicino di casa, Brett Toohey, intento a rovistare nella camera della ragazza. In seguito, June rinviene una videocassetta contenente immagini compromettenti che coinvolgono Alice e la coppia Toohey, già fuggita dalla città per evitare ripercussioni legali.
Ray rivela che Alice si era rivolta a lui mesi prima della sua morte, raccontandogli di essere tormentata da incubi ricorrenti legati all’annegamento, alla morte e all’impossibilità della madre di salvarla. La ragazza aveva inoltre annotato queste visioni in un diario personale. Jason Whittle, fidanzato di Alice, consegna alla famiglia un video girato con il cellulare durante una gita scolastica a Lake Mungo, dove Alice aveva smarrito il telefono. Il filmato mostra la ragazza mentre seppellisce un oggetto alla base di un albero.
I Palmer si recano sul posto, ritrovano il cellulare e visionano i video, che documentano un incontro inquietante tra Alice e una figura decomposta e grottesca somigliante a se stessa. La famiglia interpreta questi eventi come un tentativo della ragazza di comunicare qualcosa di irrisolto, legato al proprio stato interiore e alle visioni che l’hanno tormentata.
Convinti che lo spirito della figlia abbia trovato finalmente pace, i Palmer decidono di lasciare la casa. In un’ultima fotografia scattata prima della partenza, appare una figura sfocata dietro una finestra. Alcune immagini precedentemente considerate false sembrano ora contenere reali apparizioni della giovane.

## Produzione
La maggior parte del film venne scritta nel 2005 ed è ispirato a documentari dell'epoca.

## Distribuzione
Il film è stato proiettato ad Austin, Texas (USA) al South by Southwest Film Festival nel marzo 2009.  In Australia, il film è stato trasmesso al Travelling Film Festival Wagga Wagga il 13 marzo 2009. Lake Mungo è stato proiettato nel Regno Unito il 17 marzo al Barbican London Australian Film Festival. Il film venne trasmesso negli Stati Uniti il 21 gennaio nell'After Dark Horrorfest distribuito dalla Lionsgate.

### Date di uscita
| Data di uscita   | Paese       | Titolo                  |
| ---------------- | ----------- | ----------------------- |
| 18 giugno 2008   | Australia   | Lake Mungo              |
| 18 aprile 2009   | Paesi Bassi | Lake Mungo              |
| 5 settembre 2009 | Portogallo  | O Segredo do Lago Mungo |
| 29 gennaio 2010  | Stati Uniti | Lake Mungo              |
| 19 gennaio 2011  | Argentina   | N.D.                    |
| 26 ottobre 2011  | Giappone    | N.D.                    |

## Errori
- Il film si svolge nel dicembre 2005. In un'intervista con i nonni della vittima, viene detto che l'autopsia ha avuto luogo domenica 27 dicembre e che il coroner ha dato disposizione di sepoltura lunedì 28. Nella realtà il 27 dicembre 2005 era un lunedì e il 28 era un martedì.
- Il poster promozionale dell'album "Love" dei Beatles è presente sul muro della stanza di Alice. "Love" uscì nel novembre 2006 mentre nel film la morte di Alice avviene nel dicembre del 2005.

## Premi e nomination
| Anno | Premio             | Categoria           | Risultato   |
| ---- | ------------------ | ------------------- | ----------- |
| 2010 | Fright Meter Award | Miglior film horror | Candidato/a |